# Портал

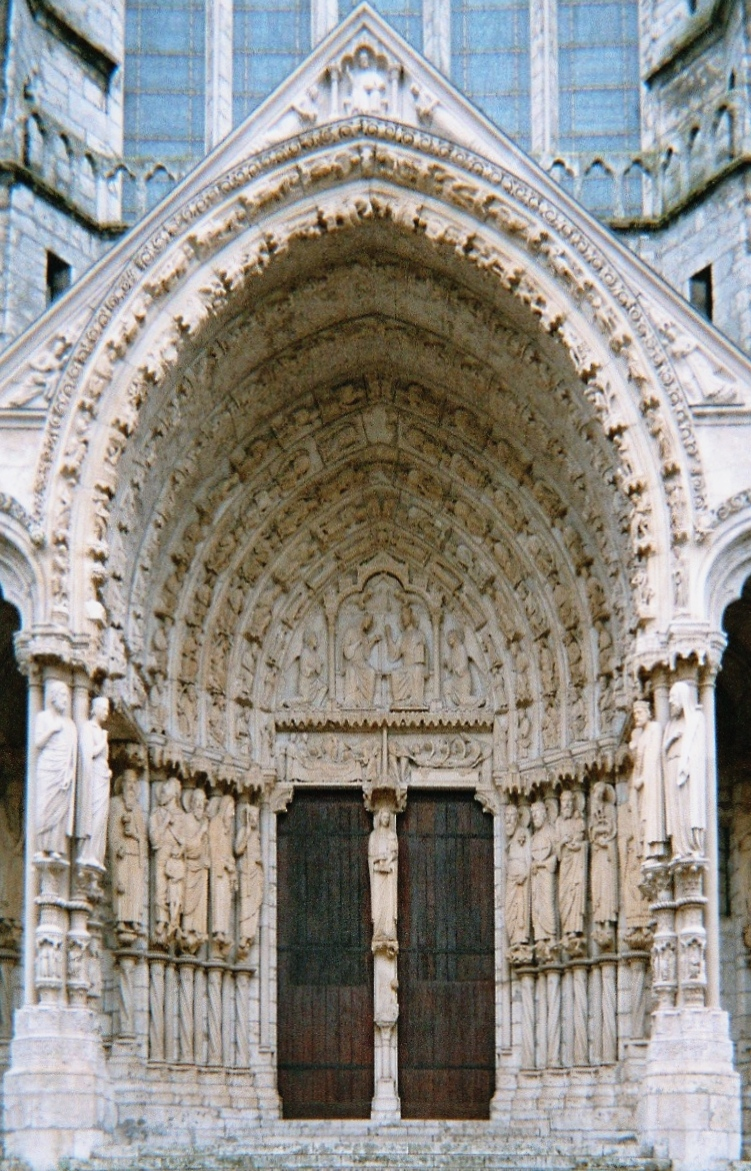
Портал у соборі Шартра

Порта́л — архітектурно оформлений вхід до монументальної споруди, переважно громадського призначення; архітектурне обрамлення сцени, яке відокремлює її від залу для глядачів.

## В Україні
- Найвідомішим в Україні є портал павільйону №-7 Національного експоцентру України.

- Оригінальний портал наявний в Костелі Святого Миколая в Києві.

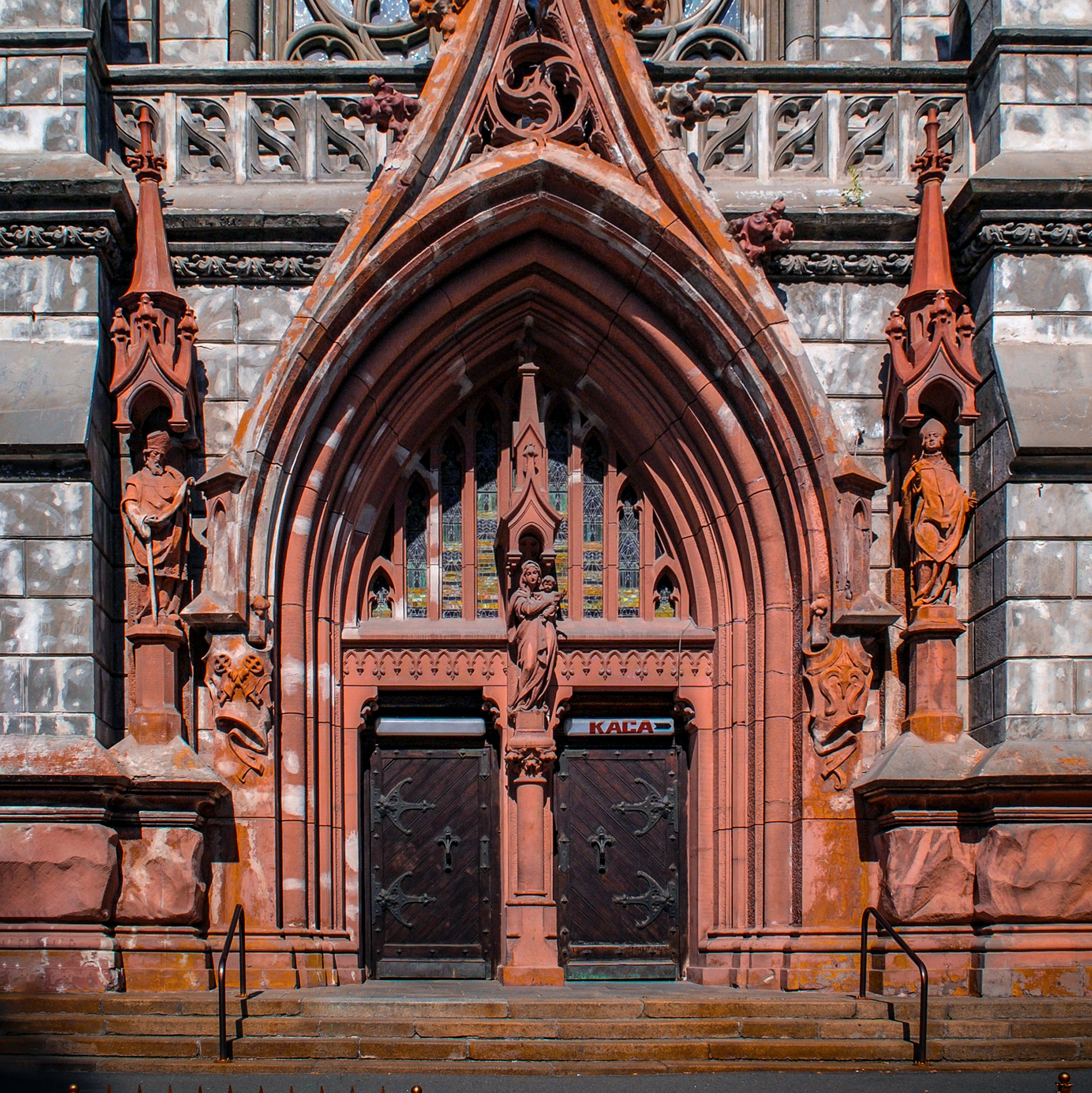
Портал костелу Святого Миколая у Києві